# Voskovka luční
Voskovka luční (Cuphophyllus pratensis) jinak také šťavnatka luční, je druh houby z čeledi šťavnatkovité (Hygrophoraceae). V Červeném seznamu hub České republiky je druh uveden jako téměř ohrožený.

## Znaky
Suchý, matný klobouk dorůstá v průměru 3–10 cm. V mládí je jeho tvar zvoncovitý, později se plošně rozprostírá, přičemž se jeho okraje zvedají. Typický je široký středový hrbol. Hladká pokožka je zabarvena do meruňkově až lososově oranžové.
Lupeny jsou tlusté, voskovité, stejné barvy jako klobouk. U třeně jsou daleko sbíhavé, na klobouku celkem řídce uspořádané. Výtrusný prach je bílý.
Třeň je 4–10 cm dlouhý, hladký, směrem k bázi se mírně zužuje. Barvu má stejnou jako klobouk, jen mírně světlejší.
Tlustá, křehká, bledě oranžová až bílá dužnina postrádá chuť i vůní.
Tento druh má i svou bílou formu – Hygrocybe pratensis var. pallida (viz galerie).

## Užití
Jedlý druh.

## Ekologie
Od září do listopadu roste podél cest, na loukách, okrajích lesa a hřbitovech. Často tvoří skupinky.

## Rozšíření
Výskyt pozorován v Evropě, Americe, Japonsku, Austrálii, Rusku, na blízkém východě a Novém Zélandu.

## Galerie

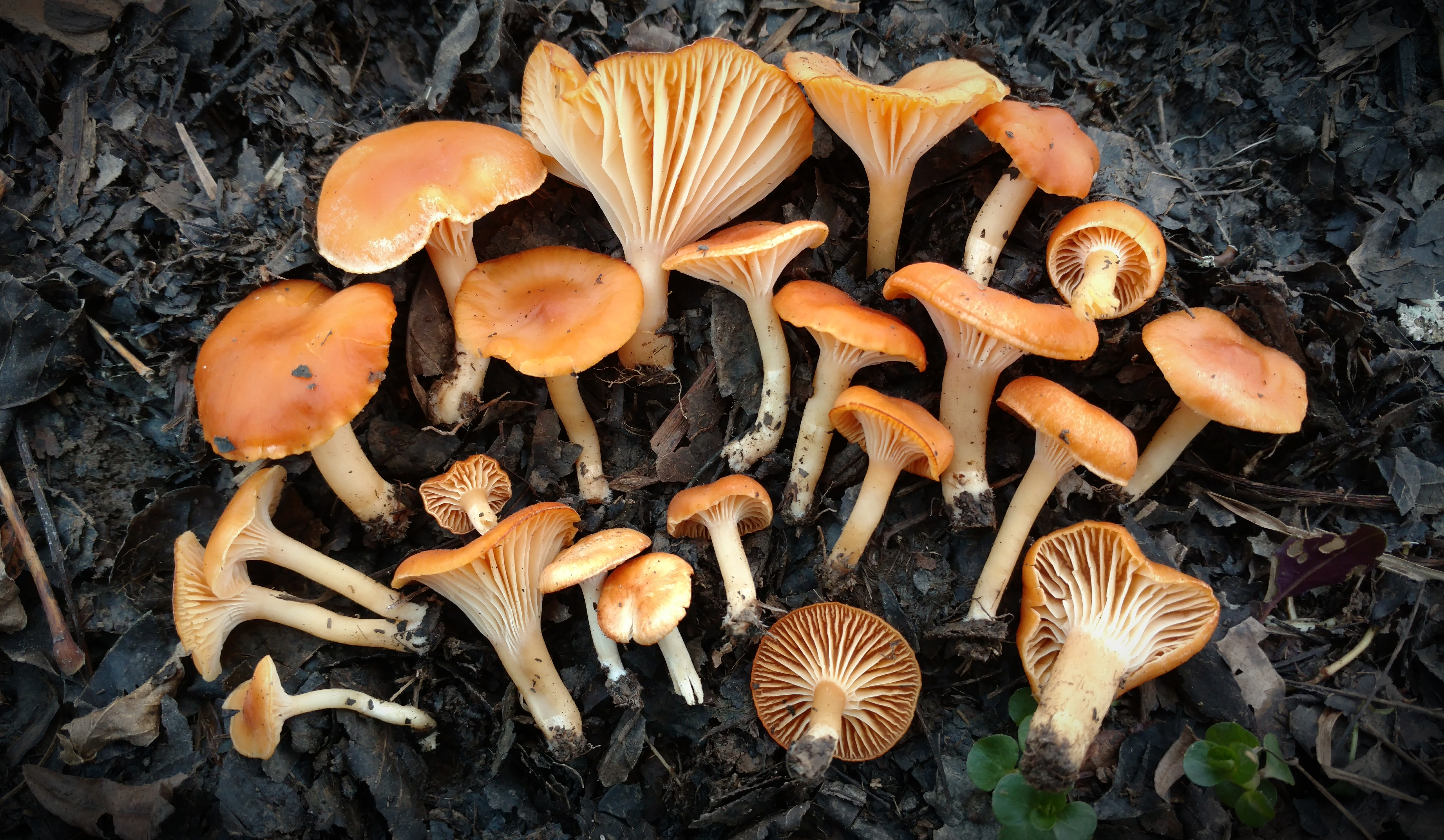
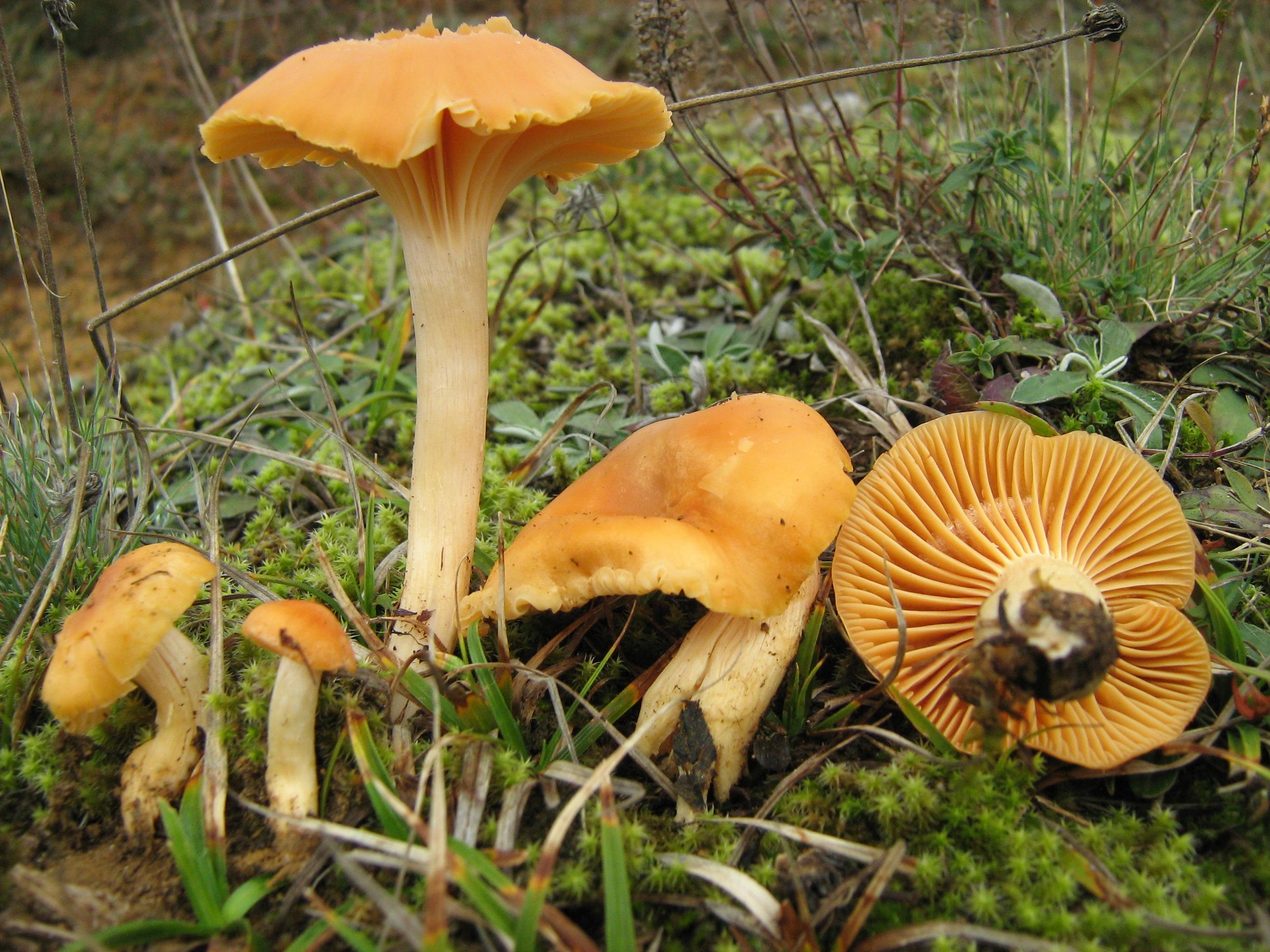
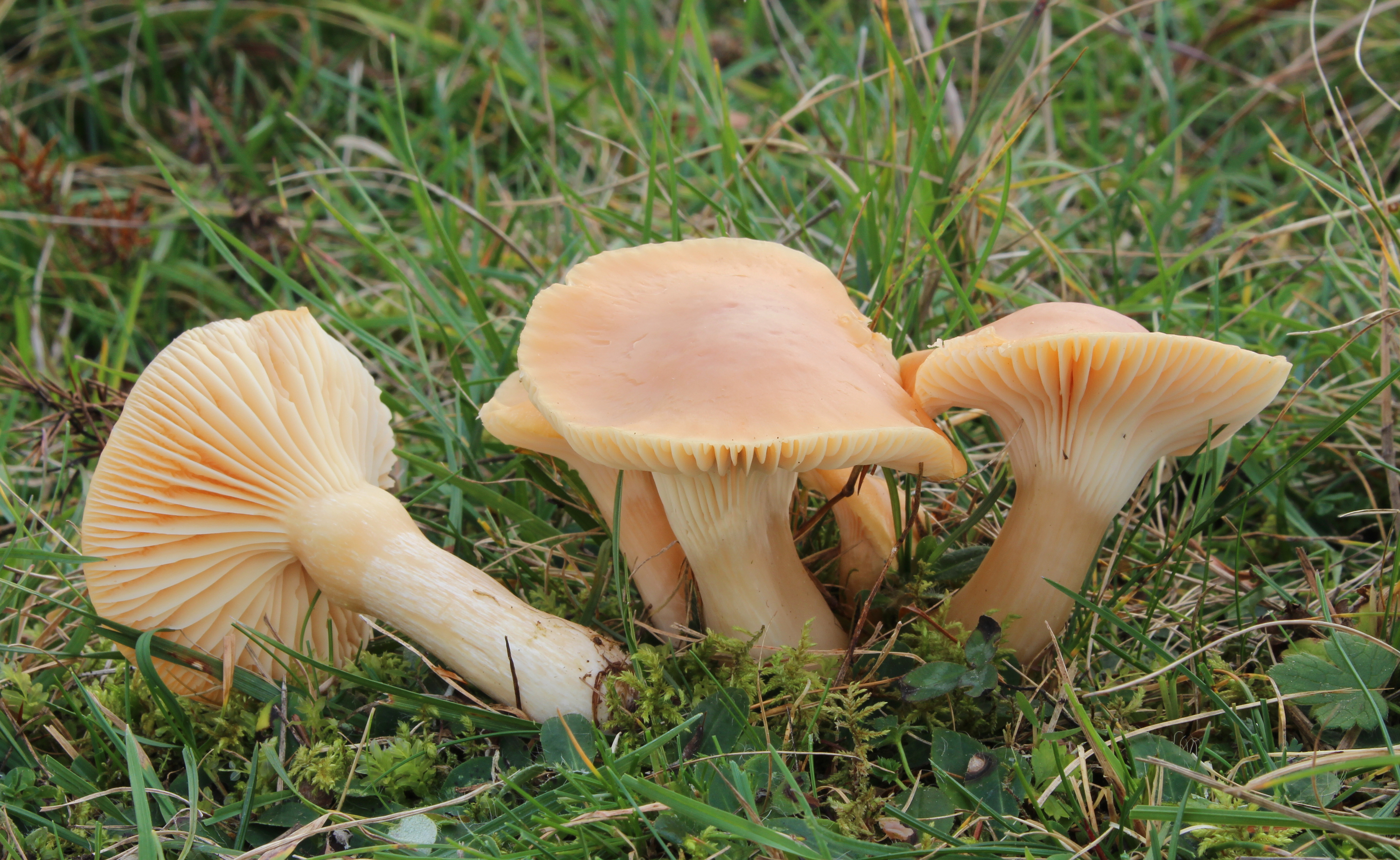
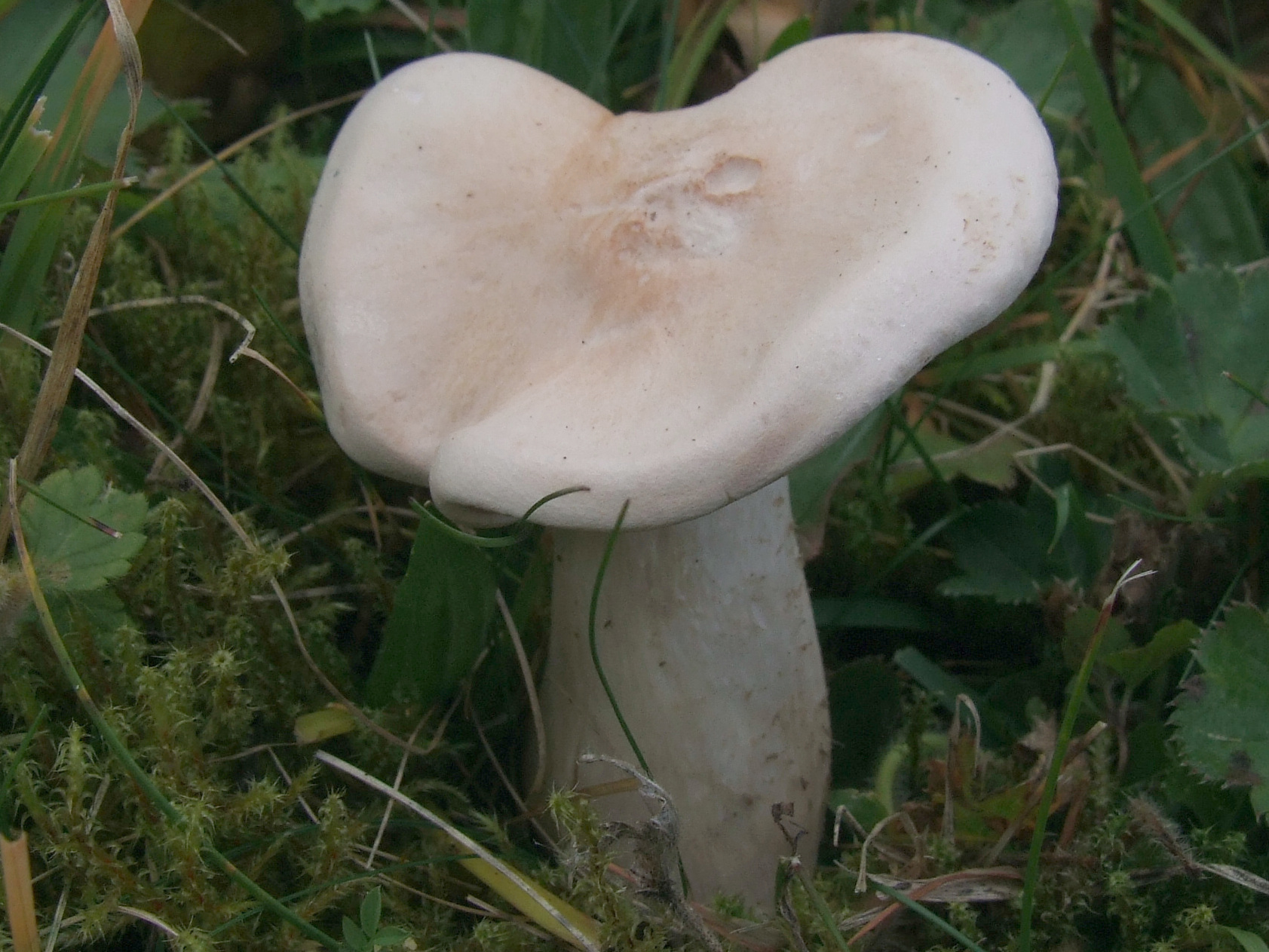
bílá varianta (Hygrocybe pratensis var. pallida)
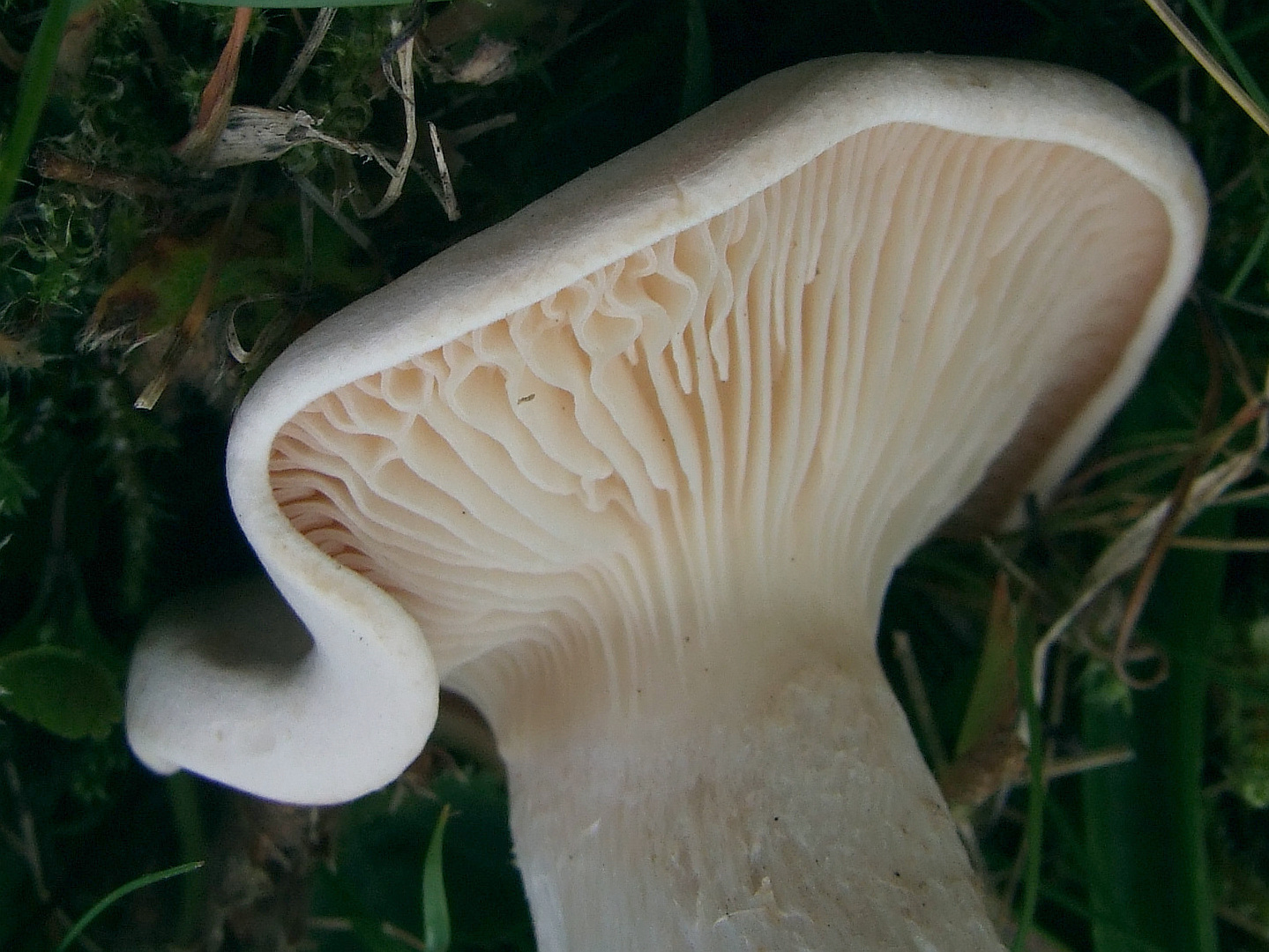
bílá varianta (Hygrocybe pratensis var. pallida)

## Možnost záměny
- Šťavnatka hajní (Hygrophorus nemoreus) – liší se výskytem v lesích a moučnou vůní dužniny[1]
- Voskovka Colemannova (Cuphophyllus colemannianus) – liší se bledší a menšími plodnicemi[3]